# Demografia Portugaliei
Portugalia este o țară relativ omogenă din punct de vedere lingvistic, etnic și religios. Limba portugheză este vorbită în întreaga țară, cu excepția orașului Miranda do Douro, în care dialectul Asturian este recunoscut ca limbă oficială. Minoritățiile, ca și cele formate din imigranții africani din fostele colonii, numără mai puțin de 100,000 de oameni. Majoritatea populației portugheze este membră a Bisericii Romano-Catolice.

## Limbile native minoritare în Portugalia
O minoritate micắ, în jur de 15.000 vorbesc limba Mirandeză, în apropiere de localitatea Leonese în municipalitatea Miranda de Douro, Vimioso și Mogadouro, chiar dacă toți vorbitorii sunt  bilingvi. 
O minoritate, chiar mai micắ, de sub 2.000 de persoane vorbesc Barranquenho, un dialect al limbii portugheze puternic influenṭat de Extremaduran, vorbitắ în orașul portughez Barrancos (la granița dintre Extremadura și Andaluzia.

## Minoritățile etnice în Portugalia
Oamenii din fostele colonii (și anume Brazilia, Africa portugheză precum si pắrti din India) au migrat spre Portugalia în ultimele două – trei decenii. Mai recent, un numar mare de slavi, în special ucrainieni (acum cea mai mare minoritate etnicắ) au migrat de asemenea în Portugalia. Mai exista și o minoritate mică chinezắ.
In plus,mai existắ o micắ minoritate de țigani (Ciganos) de aproximativ 40.000 de oameni și o minoritate mai micắ de evrei de 5.000 de persoane (precum ashkenazi, majoritatea sefarzi,cum ar fii evreii Belmonte).

## Diaspora portugheză
În întreagắ lume sunt mai mult de o sutắ milioane de oameni cu strắmosi de origine portughezắ,ca urmare a expansiunii coloniale si de imigrare la nivel mondial a Portugaliei începắnd din secolul al XVI-lea în India, America, Macao, Timorul de Est, Malaezia, Indonezia și Africa. Între 1886 și 1966, Portugalia a pierdut prin emigrare mai mult decât orice altă țară din Europa de Vest cu excepția [[Irlanda|Irlandei~~. De la mijlocul secolului al XIX-lea până în anii 1950, aproape două milioane de portughezi au părăsit Europa pentru a se stabili în Brazilia și Statele Unite. Aproximativ 40 milioane brazilienii au origini portugheze recente, din cauza imigrației masive la sfârșitul secolului al XIX-lea și începutul secolului al XX-lea. Aproximativ 1,2 milioane de cetățeni sunt nativi portughezi.
Portughezii evrei sefarzi (mai ales descendenții acestora) formează comunități importante in Israel, Olanda, Statele Unite ale Americii, Franța, Venezuela și Turcia. În Statele Unite, există comunități portugheze în New Jersey, statele din New England și în California. În Pacific, în Hawaii există o comunitate portugheză importantă, ale cărei origini merg înapoi 150 ani (a se vedea portugheza americanilor și americanii Luso). În Canada, în special în provinciile Ontario, Quebec și British Columbia s-au dezvoltat comunități însemnate portugheze din 1940. Argentina, și Uruguay au avut imigrări din Portugalia la începutul secolului al XX-lea. Pescari, agricultori și muncitori s-au așezat dispersat în Caraibe, în special în Insulele Bermude (3,75% la 10% din populație), Guyana (4,3% din populație în 1891), Trinidad și insulele Barbados.
La inceputul secolului XX,guvernul portughez a încurajat emigrarea albilor emigranți din Angola și Mozambic, iar prin 1970, erau aproape 1 milion de coloniṣti portughezi care trăiau in provinciile de peste mări din Africa. Se estimează că în jur de 800000 portughezi au revenit în Portugalia iar ṭara a câștigat independența în 1975, după Revoluția Garoafelor, în timp ce alții s-au  mutat la sud, Brazilia și Africa de Sud.
Începând din 1989, vreo  4000000 portughezi trăiau în străinătate, în principal în Franța, Germania, Brazilia, Marea Britanie, Africa de Sud, Canada, Venezuela, și Statele Unite.  Portughezii constituie 13% din populația din Luxemburg. În 2006 s-au făcut estimări că există o jumătate de milion de persoane de origine portugheză în Regatul Unit, În zone cum sunt Thetford, Jersey și Guernsey, portughezii constituie cea mai mare minoritate etnică respectiv  30%, 20% și 3% din populație. Capitala Mării Britanii, Londra este reședința celui mai mare număr portughezi, majoritatea locuind în Kensington, Chelsea, Lambeth și Westminster. Ca urmare a căsătoriilor interrasiale și influențe culturale, există portughezi influențaṭi de oameni cu propria cultură și dialecte portugheze întemeiate în unele părți ale lumii, altele decât fostele colonii portugheze, în special în Malaezia, Singapore și Indonezia, Barbados, Aruba, Curacao, Trinidad și Tobago, Guyana, Guineea Ecuatorială și Sri Lanka.

## Strămoșii portughezi în populația braziliană
Â Portughezii  au fost cea mai mare populație de imigranți Europeni în Brazilia. În vremurile coloniale, aproximativ 500.000 de portughez erau stabiliti în Brazilia. Ei au reușit să fie cea mai mare populație europeană care a populat ṭara in timpul colonizării.
Femeile indiene și africane au fost "dominate" de către bărbații portughezi, prevenirea bărbaților de culoare pentru a găsi partenere cu care acestea ar putea avea copii. Adăugat la acest lucru, oamenii albi au avut o mai bună calitate a vieții și, prin urmare, o rată a mortalității mai mică decât cea a negrilor sau a populației indigene. Apoi, chiar dacă imigrația în timpul perioadei coloniale portugheze a fost mică (5 milioane de indieni estimat la începutul colonizarii și 3 la 6 milioane de africani  de atunci, comparativ cu 500.000 de portughezi) populația albă (care a fost cea mai mare parte mixtă) a fost la fel de mare ca populația de culoare la sfârșitul secolului al XIX9-lea.
După independența Braziliei, în 1822, în jur de 1,7 milioane de portughezi s-au stabilit in Brazilia. Imigrația portugheză în Brazilia în secolele XIX și XX fost marcată de propria concentrație în statele ][Sao Paolo]] și Rio de Janeiro. Imigranții s-au dus{s-au stabilit} în centrele urbane (ceea ce i-a diferențiat de ceilalți imigranti care fuseseră atrași de zonele rurale ale țării). Femeile portugheze au apărut cu  regularitate printre imigranți, cu un procentaj variabil în diferite decenii și în diferite regiuni ale țării. Oricum chiar și în cursul celui mai recent flux de imigranți portughezi din secolul al XIX-lea, procentajul de bărbați era de 80%. Portughezii erau diferiți de ceilalți imigranti în Brazilia, germanii sau italieni. 
În 1872, erau 3,7 milioane albi în Brazilia, 4,1 milioane de locuitori de rase mixte și 1,9 milioane de negrii. Din 1891 până  în 1991, au mai emigrat aproape 1,5 milioane de portughezi în Brazilia. În 1906, de  exemplu, erau 133.393 de locuitori născuți în Portugalia care trăiau în Rio de Janeiro. Rio este considerat astăzi orașul cu cea mai mare populație portugheză în afara Portugaliei.
Studii genetice confirmă și ele puternica influență rasială a portughezilor între brazilieni. După un asemenea studiu, la cel putin jumatate din populația Braziliei are cromozomul y care provine din Portugalia, brazilienii negri au in medie 48% de gene  neafricane, multe dintre ele provinind de la strămoși portughezi. S-a estimat că în jur de 5 milioane de brazilieni ar putea cere se obțină cetațenia portugheză, în conformitate cu cea mai recentă lege referitoare la cetățenie din Portugalia.

## Structura confesională
Biserica și Statul s-au separat în mod formal în timpul Primei Republici Portugheze (1910-1926), o separare stabilită de constituția portugheză din 1976. Portugalia este un stat laic. În afară de constituție, cele mai importante documente care vorbesc despre libertatea religioasă sunt actul de Libertate Religioasă din 2001 și la Reconcilierea din 1940 (semanată in 1971) între Portugalia și Sfânul Scaun.
Societatea portugheză este catolică, 92,9% din populație fiind de confesiune romano-catolică. .
Majoritatea sărbătorilor, festivalurilor si tradiții portugheze au o conotație sau origine crestină. Chiar dacă relațiile dintre statul portughez si Biserica Romano-Catolică au fost în general prietenoase și stabile de la nașterea poporului portughez până în prezent, puterea relativă a bisericii a fluctuat. În secolele XIII si XIV, biserica poseda bogății si avea o mare putere datorită rolului său important în reconquista și a fost implicată cu totul în primele mișcări națtionale portugheze și în formarea sistemului educațional portughez, fiind implicată și în crearea primei universități din Portugalia, Universitatea din Coimbra. Creșterea imperiului maritim portughez a transformat misionarii în agenți importanți de colonizare cu importante roluri de evanghelizare în teritoriile nou descoperite.
Țara are comunități mici de protestanti, mormoni, musulmani, hinduși, ortodoxi si evrei.
Conform Recensământului din anul 2001, structura religioasă din Portugalia este următoarea:
- Catolici: 92,93%
- Ortodocși: 0,22%
- Protestanți: 0,61%
- Alti crestini: 1,55%
- Evrei: 0,02%
- Musulmani: 0,15%
- Necreștini: 0,18%
- Fără religie: 4,33%